# Jardines de Murillo
Los jardines de Murillo son una zona verde situada junto al barrio Santa Cruz entre la muralla del Alcázar y la Ronda Histórica, en Sevilla, Andalucía, España. Están unidos al también ajardinado paseo de Catalina de Ribera. Ambos fueron acondicionados como tal a comienzos del siglo XX y catalogados como Bien de Interés Cultural de forma conjunta en 2002.

## Historia

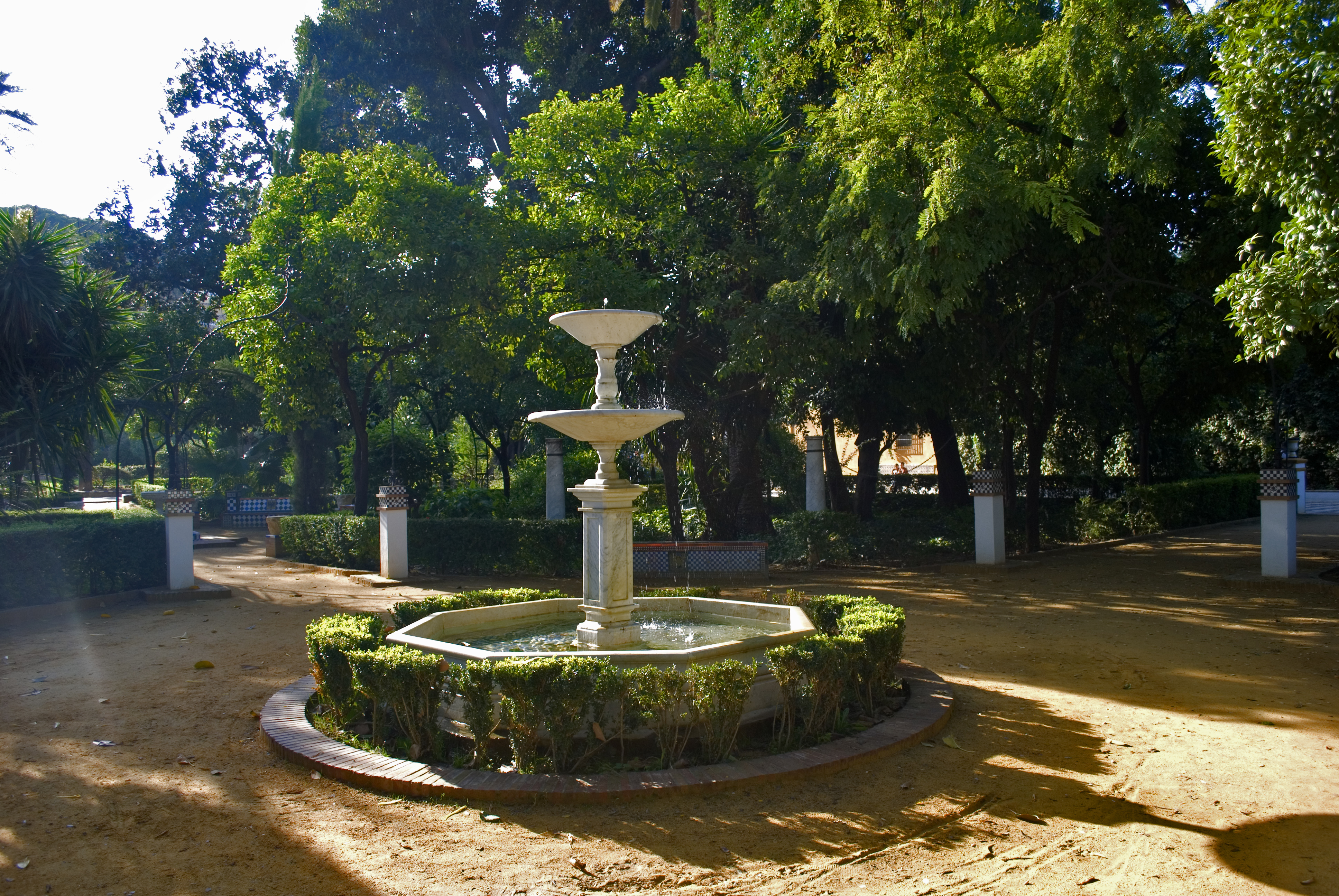
Fuente en los jardines.

A partir del siglo XIX el urbanismo de las ciudades españolas dio un giro con los denominados "ensanches" que iniciaron el derribo de las murallas históricas para mejorar las comunicaciones viales y permitir la expansión urbana. El camino que bordaba a la antigua ciudad amurallada era una sucesión de avenidas conocida como Ronda Histórica. Desde comienzos del  hubo varios proyectos para intentar unir urbanísticamente el barrio Santa Cruz (intramuros) con la Ronda. 
En 1904 Pedro de León y Manjón hizo un plano con una vía que iba desde el inicio de la calle Mateos Gago al paseo Catalina de Ribera. En 1909 el arquitecto Juan Talavera y Heredia aludió a la oportunidad de realizar un camino que uniera la plaza de Santa Cruz y la plaza de Refinadores.
A comienzos del siglo XX el monarca Alfonso XIII cedió los terrenos donde en la actualidad están los jardines de Murillo al Ayuntamiento de Sevilla. En la zona había trozos de muralla y la tapia de la huerta del Retiro. En 1911 algunos de estos trozos y la tapia fueron derribados para crear una zona verde que comunicase el sureste del barrio Santa Cruz con la Ronda Histórica. El nombre de Murillo fue propuesto por el director del periódico El Liberal, José Laguillo y Bonilla, en honor del pintor homónimo.
El arquitecto Juan Talavera y Heredia utilizó algunos capiteles romanos y visigodos de la colección arqueológica municipal para decorar los jardines de Murillo entre 1914 y 1915. Casi todos estos capiteles fueron robados de los jardines.

## Características
Los jardines tienen 8.500 metros cuadrados. Las calles de los jardines van delimitando cinco glorietas. En 1923 se inauguró una glorieta dedicada al pintor José García Ramos. Esta fue diseñada por Juan Talavera y Hereda y decorada con azulejos de diversos autores. En 1976 se pavimentaron los caminos con enchinado, losas y escuadras de cerámica.
Desde el barrio Santa Cruz se accede a los jardines por la plaza de Alfaro (cercana a la plaza Santa Cruz) y por la plaza de los Refinadores, que tiene una estatua de don Juan Tenorio.

### Botánica
Entre las especies naturales destacan:
| - Magnolia grandiflora - Ficus macrophylla - plátanos híbridos - Cupresus sempervivens stricta - Abelia triflora o abelia. - Bougainvillea spectabilis o buganvilla. - Buddleja madagascarensis o budleya amarilla. - Buxus sempervirens o boj. - Celtis australis o alméz. - Cercis siliquastrum o árbol del amor. - Cestrum nocturnum o dama de noche. - Chimonanthus praecox o macasar. - Citrus aurantium var. amara o naranjo amargo. - Cocculus laurifolius o laureola, cóculo. - Cupressus sempervirens o ciprés común. - Dombeya x cayeuxii o dombeya. - Duranta repens o duranta, celosa. - Euonymus japonicus o bonetero de Japón, evónimo. - Ficus macrophylla - ficus o árbol de las lianas. - Jasminum officinale o jazmín. - Justicia adhatoda o justicia. - Lagerstroemia indica o árbol de Júpiter. - Ligustrum japonicum o aligustre de Japón. - Livistona chinensis o latania, palmera china de abanico. - Lonicera japonica o madreselva. - Magnolia grandiflora o magnolio - Mahonia japonica o mahonia. - Malvaviscus arboreus o malvavisco, abutilón sangre de toro. - Montanoa bipinnatifida o margaritero. - Nandina domestica o nandina. | - Nerium oleander o adelfa. - Parthenocissus quinquefolia o parra virgen, viña virgen. - Philadelphus coronarius o celinda. - Phoenix canariensis o palmera canaria. - Phoenix dactylifera o palmera datilera. - Pittosporum tobira o pitosporo. - Plumbago auriculata o celestina, jazmín azul. - Punica granatum o granado. - Prunus cerasifera var. pissardii o ciruelo japonés. - Robinia pseudoacacia o acacia blanca, robinia, falsa acacia. - Ruscus hypoglossum o rusco de hoja ancha. - Sophora japonica o sófora, acacia de Japón. - Spiraea cantoniensis o espirea. - Taxus baccata o tejo. - Thuja orientalis o tuya. - Trachycarpus fortunei o palmera de la suerte. - Viburnum tinus o durillo de flor. - Viburnum rhytidophyllum - Vitex agnus-castus o sauzgatillo. - Washingtonia filifera o pitchardia, washingtonia de tronco grueso. - Yucca gigantea o yuca. |